# Globigerinitinae
Globigerinitinaees una subfamilia de foraminíferos planctónicos de la familia Candeinidae, de la superfamilia Globorotalioidea, del suborden Globigerinina y del orden Globigerinida. Su rango cronoestratigráfico abarca desde el Aquitaniense (Mioceno inferior) hasta la Actualidad.

## Discusión
Clasificaciones posteriores han elevado Globigerinitinae a la categoría de familia, es decir, familia Globigerinitidae.

## Clasificación
Globigerinitinae incluye a los siguientes géneros:
- Antarcticella
- Globigerinita
- Tenuitellinata
- Tinophodella

Otros géneros considerados en Globigerinitinae son:
- Mutabella
- Parkerina, considerado subgénero de Tinophodella, es decir, Tinophodella (Parkerina)